# 대한민국 대통령과 교황의 면담 목록
이 문서는 대한민국 대통령과 교황의 면담 일정 목록이다. 1984년 이래 지금까지 대한민국은 대통령 여섯 분, 바티칸 시국은 교황 세 분 간의 만남이 있었다.

## 목록
| 날짜             | 장소                      | 대한민국 대통령 | 교황                 | 비고                                                         |
| ---------------- | ------------------------- | --------------- | -------------------- | ------------------------------------------------------------ |
| 1984년 5월 3일   | 대한민국 김포공항         | 전두환          | 교황 요한 바오로 2세 | 교황의 최초 방한, 대한민국 대통령과 교황의 첫 번째 정상회담. |
| 1989년 10월 8일  | 대한민국 청와대           | 노태우          | 교황 요한 바오로 2세 |                                                              |
| 2000년 3월 4일   | 바티칸 시국               | 김대중          | 교황 요한 바오로 2세 | 대한민국 대통령의 첫 교황청 방문                             |
| 2007년 2월 15일  | 바티칸 시국               | 노무현          | 교황 베네딕토 16세   |                                                              |
| 2009년 7월 9일   | 바티칸 시국               | 이명박          | 교황 베네딕토 16세   |                                                              |
| 2014년 8월 14일  | 대한민국 청와대           | 박근혜          | 교황 프란치스코      |                                                              |
| 2014년 10월 17일 | 바티칸 시국 바오로 6세 홀 | 박근혜          | 교황 프란치스코      |                                                              |
| 2018년 10월 18일 | 바티칸 시국               | 문재인          | 교황 프란치스코      |                                                              |